# 68式拳銃
68式拳銃（朝鮮語: 68식 권총、英語: Type 68 pistol）は、1960年代後半から朝鮮民主主義人民共和国（以下「北朝鮮」と表記）で製造され、主に朝鮮人民軍に配備された大型自動拳銃である。大韓民国の保管する鹵獲品など一部の個体には1966年製を示す刻印が見られるため、同国の戦争記念館では66式拳銃として紹介しているが、本項では特に但し書きの無い限り、アメリカ国防総省作成の資料等に確認できる「68式拳銃」の呼称で統一する。

## 開発
1960年代初頭までの朝鮮人民軍では、ソビエト社会主義共和国連邦（以外「ソ連」と表記）や中華人民共和国から輸入したTT-33系の拳銃に加えて、第二次世界大戦以前より東アジアで流通していたモーゼルC96、旧日本軍から継承した十四年式拳銃や九四式拳銃、朝鮮戦争中にアメリカ軍から鹵獲したM1911など、極めて雑多な拳銃が運用されていた。しかし、これらの拳銃は部品や弾薬、操作方法などに共通性が無いため、運用に当たって多くの問題を抱えていた。初の国産大型自動拳銃として開発された68式拳銃はこれらの雑多な拳銃を更新・一本化し、軍備の質的改善に貢献した。
東側陣営に属していた北朝鮮は、他の親ソ国や衛星国と同じく複数のソ連製兵器を国産化していたため、68式拳銃も自国でライセンス生産ないしデッドコピー生産したTT-33であると誤解される場合があるが、実際にはTT-33を手本としているものの単純な模倣ではなく、北朝鮮が独自に開発を行っている。

## 設計

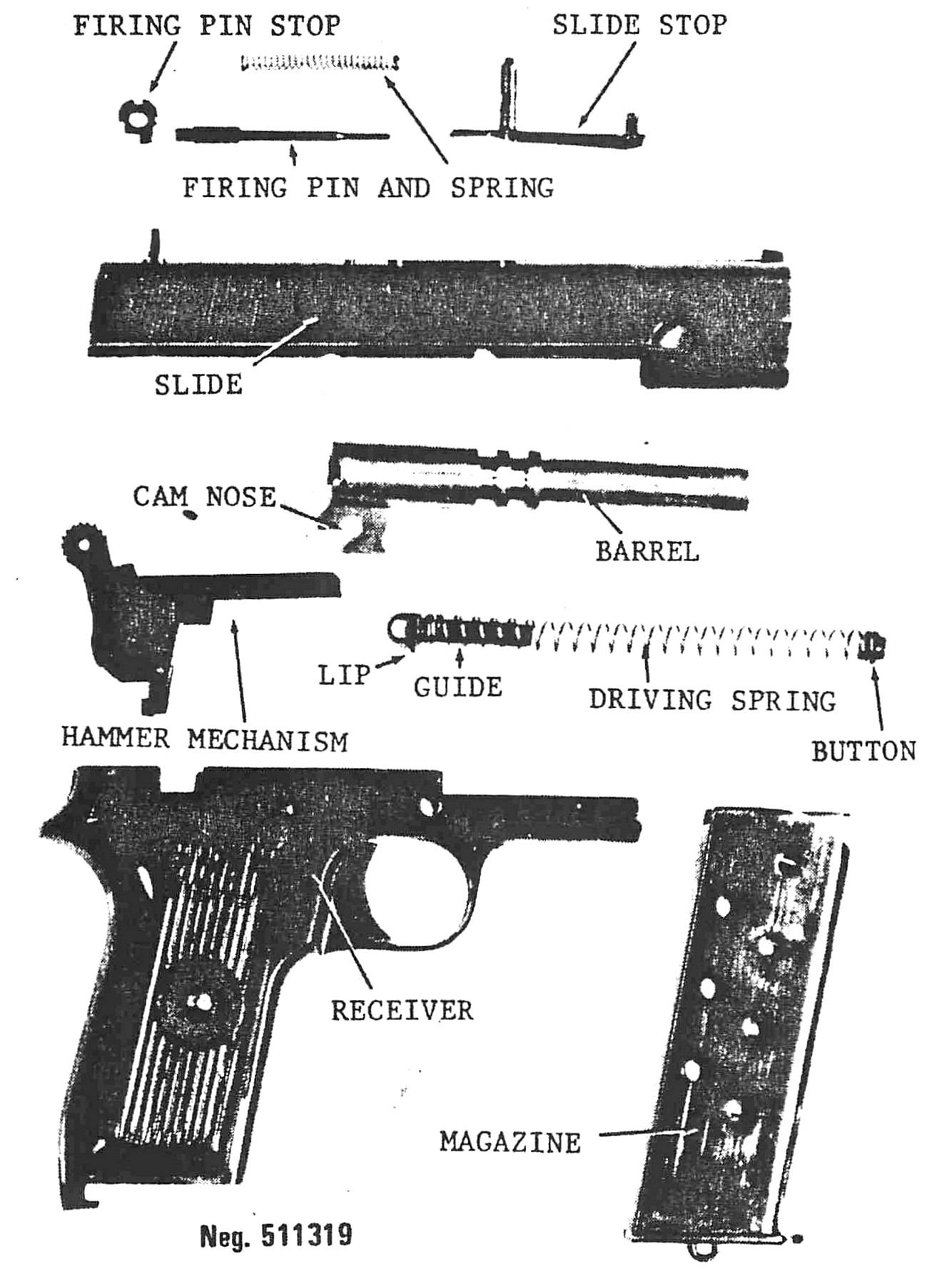
分解状態の68式拳銃

各部のアッセンブリ化や省略によって部品点数と製造工程を極力減らした、軍用小火器として求められる堅牢さと生産効率に重きを置いた拳銃であり、この設計思想は68式拳銃に先立って配備されていたTT-33との共通が見られる。
作動機構はTT-33と同じくブローニング式ショートリコイルが採用されているが、TT-33が銃身後端下部に設けられたスイングリンクの誘導によってティルティングを行う、M1911からそのまま模倣した機構を有していたのに対し、68式拳銃はリンクを斜めに切り込まれたカム溝に置換した改良ブローニング方式と呼ばれる機構が採用された。改良ブローニング方式はベルギーのファブリック・ナショナル（FN社）がブローニング・ハイパワーで実用化して以降、あらゆる自動拳銃で採用された作動方式で、リンクを用いる古いブローニング方式に比べて加工が簡単で構成部品も少ないため、68式拳銃もこの機構の採用によって手堅い設計に纏めることができた。
銃身及びスライドの全長はTT-33よりも短縮されている。形状自体もTT-33の視覚的特徴であるスライド後端からグリップにかけてが丸まった形から、一般的な角張ったスライドとハンマー下に突起を持つフレームの組み合わせに変更され、セレーションも傾斜した細溝となった。また、TT-33ではスライド前端に独立したバレルブッシングが備わっていたが、68式拳銃では廃止された。
グリップフレームはTT-33の直線的なものから後部が若干曲線を描いた形状に変更され、握り込みやすくなっている。グリップパネルは縦溝と円形の意匠を配した黒い樹脂製でTT-33の影響が目立つが、形状自体は全く異なりフレームの輪郭に沿った形に改良されている。マガジンリリースボタンはトリガーガードの下からグリップ底部に移され、素早い弾倉交換には熟練を要するようになったが、一方で製造時の工作は容易であることから、設計思想に沿った工夫として見ることができる。
実質的に朝鮮人民軍におけるTT-33の後継として企画されたため、使用する実包と装弾数はこれに準じている。弾倉はTT-33と一定の互換性を持ち、TT-33の弾倉を68式拳銃に挿入することは可能だが、逆はできない。これは68式拳銃ではマガジンリリースボタンの位置変更に伴い弾倉側の保持ノッチが省略されたためである。
手動安全装置はTT-33に倣って省略され、ハーフコック・セーフティのみを備える。

## 運用

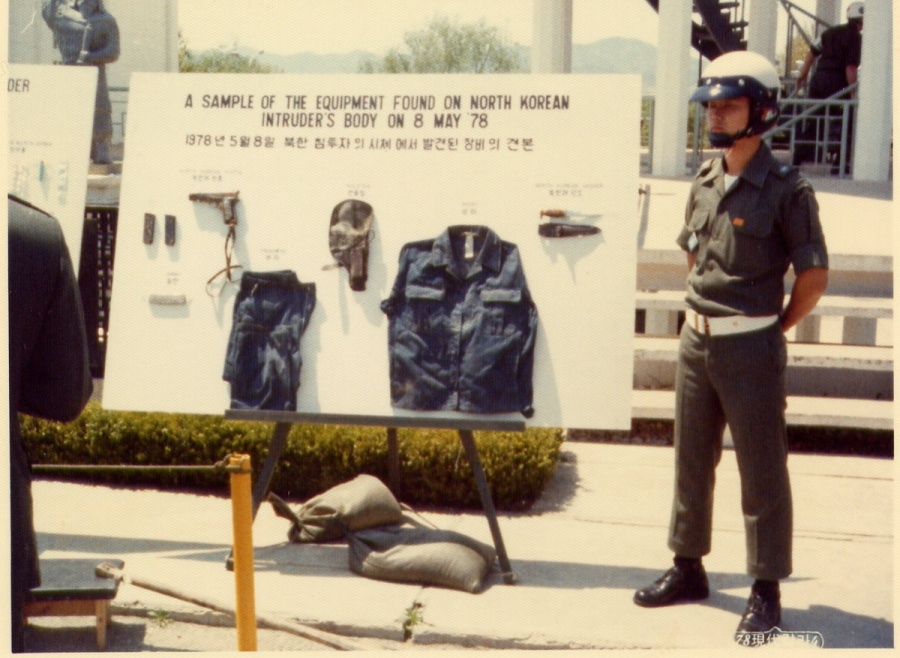
韓国側の水域に侵入した北朝鮮の船舶から撃沈後に回収された装備品。不鮮明ではあるが左上に68式拳銃と見られるものが確認できる（1978年撮影）

68式拳銃は、朝鮮人民軍の一般兵士の主力拳銃として普及し、ある程度の成功を収めた。しかし、配備開始の時点でも設計の古さは否めず、1980年代にはチェコスロバキア製Cz75を国産化した白頭山拳銃が人民軍における後継の制式拳銃として採用されている。ただし、現時点でどの程度の68式拳銃が更新されているかについては諸説あり、体制の閉鎖性ゆえに正確な運用状況は不明である。
また、製造されたうちの大半は国内で配備されたが、一部は国外へ輸出され、エルサルバドルの左派民兵組織として知られるファラブンド・マルティ民族解放戦線での運用が確認されているほか、政治的あるいは軍事的に北朝鮮と交流のあるベトナムやキューバ、ニカラグア、ジンバブエ、イラン等で使用されたとする説もある。